# Днепропетровская научная библиотека имени Кирилла и Мефодия
Днепропетровская областная универсальная научная библиотека имени Первоучителей славянских Кирилла и Мефодия — публичная библиотека в городе Днепр.
9 (22) мая 1834 года в доме Дворянского собрания города Екатеринослава была открыта Губернская публичная библиотека. Она была создана благодаря вышедшему циркуляру Министерства внутренних дел «О заведениях в губерниях публичных библиотек для чтения», который был разослан в 1830 году во все губернии Российской империи.

## История

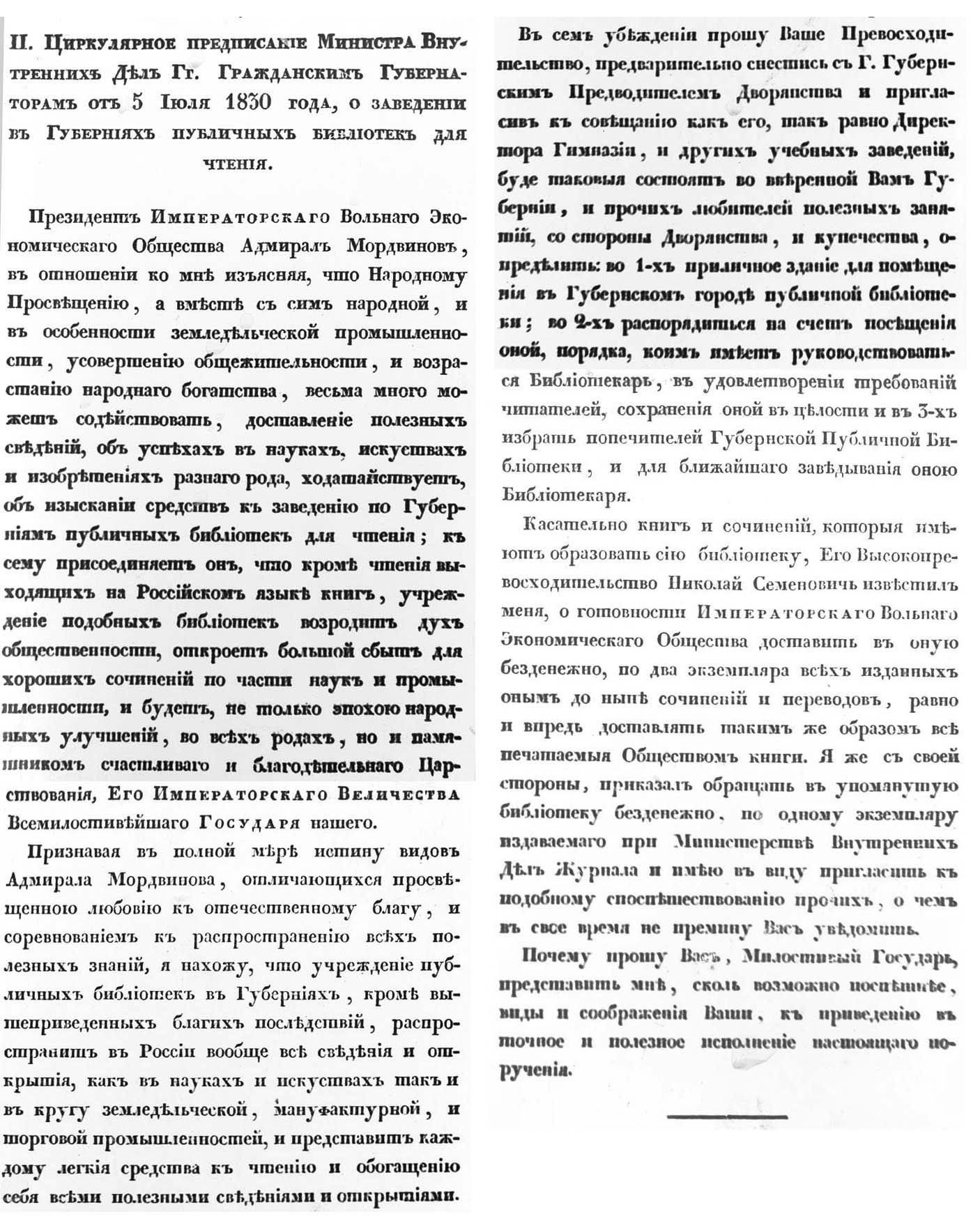
Циркулярное предписание «О заведениях в губерниях публичных библиотек для чтения», 1830 год

«Духовная сокровищница края» — так называют сегодня одну из старейших библиотек Украины — Днепропетровскую областную универсальную научную библиотеку имени Первоучителей славянских Кирилла и Мефодия. Яркой и незабываемой страницей истории культуры Днепропетровской области стало открытие в Екатеринославе 9 (22) мая 1834 года в доме Дворянского собрания Губернской публичной библиотеки. Толчком к её открытию стал циркуляр МВД России «О заведениях в губерниях публичных библиотек для чтения», разосланный в 1830 году во все губернии. Появление публичной библиотеки в Екатеринославе стало одной из первых культурных ценностей молодого провинциального города, который в то время не имел ещё ни своей газеты, ни книжного магазина, не говоря уже о постоянном театр или научном обществе. С открытием библиотеки наиболее прогрессивные деятели Екатеринославской губернии возлагали свои надежды на то, что в Екатеринославе, где образованных было меньше трети населения, со временем появится «сословие учёных, авторы Знаменитые славой, собственные превосходные сочинения, Публичные Великолепные здания, в коих будет процветать просвещение». Эти слова прозвучали в речи одного из первых библиотекарей Герценвица.
В день открытия в фонде библиотеки насчитывалось около 200 книг и газет. Существовала библиотека на средства подписчиков, которые платили также за все виды библиотечных услуг: пользование читальным залом, выдачу книг на дом и тому подобное.
1839 год принёс тяжёлые потери: в доме Дворянского собрания произошёл пожар, фонд библиотеки сгорел, и только 8 мая 1843 года, библиотека возобновила свою работу (Екатеринославские губернские ведомости, 1843, № 19).
Напуганное буржуазными революциями 1848 года в Западной Европе, правительство усилило притеснения печати, науки и культуры. Жертвой жандармских предостережений стала и Екатеринославская губернская публичная библиотека. За многими читателями был установлен надзор. В 1851 году по распоряжению губернатора она была закрыта. Так Екатеринославскую публичную библиотеку постигла участь большинства библиотек, которые закрылись в ожидании лучших времён.
Неизвестно, как бы долго губернская библиотека находилась в таком состоянии, если бы не прогрессивные представители местной интеллигенции, члены «общества самосовершенствования» М. П. Баллин, В. М. Елагин, М. М. Стопановский и др., которые подняли вопрос о необходимости восстановления в Екатеринославе публичной библиотеки и даже провели сбор средств. Однако, после выхода в свет обличительного романа В. Елагина «Откупное дело», общество претерпело гонений и распалось, а библиотека оказалась под контролем губернского начальства. Попытки местной интеллигенции возродить библиотеку не имели успеха, и она в течение почти 20 лет существовала при книжном магазине В. П. Ульмана, который был её единственным библиотекарем. Книги он выдавал за плату и под залог, чтобы они не лежали мёртвым грузом в подвале, а попадали к читателям.
В дни подготовки к 100-летнему юбилею Екатеринослава вопрос о коллекции книг губернской библиотеки вновь привлёк внимание общественности. Ульман через секретаря М. М. Владимирова передал книжную коллекцию городской Думе. Теперь уже не отдельные личности, а вся екатеринославская общественность осознала необходимость функционирования публичной библиотеки. В пользу библиотеки были собраны значительные пожертвования деньгами и книгами. Откликнулись и «пикквикцы»: М. П. Баллин поделился своими воспоминаниями о библиотеке, подарил библиотеке книги. Дочь В. М. Елагина, помня об участии отца в судьбе Екатеринославской публичной библиотеки, обратилась в городскую управу с пожеланием, чтобы средства от издания его произведений «поступили в пользу городской публичной библиотеке», возобновляемой Екатеринославской городской управой. Интеллигенция города в эти предпраздничные месяцы начала периодическое издание «Екатеринославский юбилейный листок», средства от которого также были переданы библиотеке.
Открытие возрождённой библиотеки состоялось в ноябре 1889 года: она получила официальный статус городской общественной библиотеки, утвердилась её роль и назначение в качестве главного книгохранилища литературы о крае, восстановилась коллегиальность управления библиотекой, определились права и обязанности библиотекарей, как служащих государственного учреждения. Согласно Уставу, делами библиотеки руководил Совет, состав которого утверждался на заседании городской Думы. Первым председателем Совета библиотеки был Г. Залюбовский, а библиотекари — А. С. Акинфиева, В. С. Ващинская. С начала основания библиотеки пользование ею было платное: просмотр литературы в читальном зале — бесплатный, выдача литературы домой — по платному абонементу. Причём, плата за абонемент для различных слоёв населения — дифференцированная. Среди документальных находок из истории библиотеки — ежегодные отчёты губернатора министру внутренних дел, где систематически отображалось состояние публичной библиотеки. Благодаря отчётам сохранились имена библиотекарей за эти годы: известно, что в 1901—1908 годах заведовала библиотекой С. В. Егорова, талантливый педагог и просветитель, её помощницы — Е. И. Пчёлкина, У. И. Дикарёва (в 1908 году стала заведующей библиотекой), А. П. Мордовская, М. К. Рубаниста, К. С. Голубовская.
За 20 лет возрождения (1894—1914) фонд библиотеки увеличился на 30 тысяч томов, а число посещений возросло до 51,4 тысяч человек. В конце XIX — начале XX века начался процесс демократизации деятельности библиотеки, связанный с нарастанием революционной ситуации в стране и стремлением к улучшению библиотечного обслуживания населения, были отменены правила, которые затрудняли деятельность публичных библиотек.
В 1902 году библиотеке было передано помещение, которое строилось для коммерческого банка (ул. Московская, 3). Таким образом, библиотека впервые в своей истории получила собственное помещение. Это имело свои положительные последствия, так в 1908 году при библиотеке открывается бесплатная читальня, что дало возможность малообеспеченным жителям Екатеринослава пользоваться библиотекой. В 1905 году радикально настроенный Совет библиотеки дал распоряжение пустить в оборот все книги, которые были изъяты из фонда по распоряжению цензуры.
Накануне октябрьских событий 1917 года Екатеринославская публичная библиотека входит в число крупнейших библиотек России. Она была восьмой по количеству фонда, третьей — по числу посещений и четвёртой — по количеству книговыдачи. В первые годы после установления Советской власти быстро рос фонд библиотеки, пополнялся национализированными книжными фондами. Острой для библиотеки стала проблема расширения площадей.
В 1925 году библиотека получила новое помещение, которое находилось на углу улицы Дзержинского и проспекта К. Маркса, что, конечно, имело положительное влияние на качество обслуживания читателей. Значительную роль в становлении библиотеки как культурно-просветительской организации сыграли директор библиотеки В. А. Дикарёв, заместители директора Стебельский и Прокофьева. В 30-е годы в библиотеку приходят работать Л. М. Туманова, Панькова, Старишко, которые навсегда связали свою судьбу с библиотекой. В связи с ликвидацией в начале 30-х годов округов и образованием областей, в 1934 году Днепропетровская центральная городская библиотека становится областной. Это значительно увеличило объём организационно-методической работы. В подчинении библиотеки оказалась сеть библиотек 60-ти районов области. Дальнейшее развитие библиотеки прервала война. Помещение библиотеки было разрушено, в результате пожара погибло более 650 тысяч книг и около 300 подшивок периодических изданий. Таким образом, практически весь фонд областной библиотеки был потерян.
Сразу же после освобождения Днепропетровска библиотечные работники провели огромную работу по его восстановлению. За короткий срок было собрано где-то около 10 тысяч книг, газет и журналов и упорядоченно выделенное помещение по ул. Ворошилова, 9. 7 ноября 1943 библиотека открыла свои двери для читателей. Значительное количество литературы было получено из Госфонда и его филиала в Иркутске. Уже на 1 января 1945 года книжный фонд библиотеки составлял 30 895 экземпляров, однако многое из её книжных фондов было утрачено навсегда. Не вернулись в родную библиотеку её сотрудники, которые погибли на фронтах Великой Отечественной войны — Матух, Хуторной, Магидин. В конце 50-х годов фонд библиотеки составлял около 400 тысяч экземпляров, что потребовало значительного расширения книгохранилища.
В 1958 году библиотека переехала в новое помещение на улице Юрия Савченко, 10 (тогда улица Кооперативная). Примерно в эти годы в библиотеку пришло новое поколение библиотекарей: Е. Резина, О. Рыбина, Г. Олешковская, чуть позже Л. Гурай, Н. Рябова, Л. Горпиняк — некоторые из них работают в библиотеке и сейчас. Период 60-х — 70-х годов отличился значительной активизацией деятельности библиотеки. В это время, в 1959 и 1974 гг., были приняты постановления о состоянии и мерах улучшения библиотечного дела в стране, которые поставили перед областными библиотеками новые ответственные задачи.
В течение 1959—1974 годов полностью завершается формирование структуры типовой областной библиотеки, утверждённой новым Уставом. Открываются новые специализированные отделы: обслуживания специалистов сельского хозяйства, отдел литературы по вопросам искусств, сектор краеведческой библиографии. Книжные фонды в 1963 году достигают своего довоеного уровня, изменяются не только количественно, но и качественно. В это время были разработаны научные принципы комплектования фондов, расширился репертуар книжных и периодических изданий. Завершился процесс создания оптимальной структуры фондов, формирование единого справочно-библиографического аппарата библиотеки.
В новых социокультурных условиях, когда областные библиотеки выступают как центры сохранения и развития национальной культуры, региональной и общечеловеческой памяти, значительно возросла роль и функции научной библиотеки как социо-коммуникативного, информационного и просветительского учреждения. Демократические перемены в нашем обществе обусловили становление новых приоритетов в деятельности библиотеки. Личность читателя, его запросы, интересы, вкусы стали главными и определяющими в организации системы библиотечного обслуживания.
К услугам читателей города и области фонд библиотеки насчитывающий около 3-х миллионов экземпляров, разнообразный по своему составу: книги, брошюры, периодические издания, патентно-техническая документация, кинофотодокументы и прочее. Областная научная библиотека имеет сложную и своеобразную структуру, которая предусматривает функционирование специализированных отделов. На сегодня в библиотеке 13 отделов и 5 секторов, каждый из которых отвечает за отдельное направление работы библиотеки.
Приметой времени стало открытие в 1989 году краеведческого отдела, в 1990 — сектора редкой книги, в 1992 — отдела периодики, в 1995 — сектора компьютеризации (с 2000 — отдел автоматизации библиотечных процессов). Наличие самостоятельных отделов: патентно-технической документации, литературы по вопросам искусства, литературы на иностранных языках и других, позволяет обеспечить научный, дифференцированный подход в работе с отдельными группами читателей, делать путь книги к читателю коротким.
В последнее время персонал библиотеки уделяет особое внимание проблемам компьютеризации библиотечно-библиографических и информационных процессов, внедрению современных технологий индустрии информатики. С 1992 года библиотека ведёт электронный каталог, создала автоматизированную информационно-библиотечную систему с выходом в Интернет. Днепропетровская областная научная библиотека на данный момент является не только книгохранилищем, но и электронным архивом, который открывает доступ к информации и на традиционных носителях, и в электронном виде.

## Электронные услуги для пользователей
Ha web-сайте ДОУНБ www.libr.dp.ua Архивная копия от 24 июня 2012 на Wayback Machine и в локальной сети читатели имеют возможность оперативно находить необходимые документы среди миллионных фондов библиотеки с помощью разнообразных электронно-сервисных услуг и ресурсов:
- Электронный каталог создаётся персоналом библиотеки с 1993 года, это интеллектуальная собственность ДОУНБ, продукт, который содержит библиографические сведения о книгах, материалах из газет, журналов, грамзаписей, нотных изданий из фондов библиотеки. Отдельно создан электронный каталог краеведческих документов «Днепропетровщина». С 2008 года в электронном каталоге к библиографическим материалам из журналов прикрепляются полные тексты статей актуальной тематики, которые сканируются с 30 украинских журналов. Если в сети Интернет находятся полные тексты необходимых статей, они также прикрепляются к библиографическим журнальным источникам каталога, всего в базе около 22000 полнотекстовых статей.
- Электронный заказ необходимых источников читатель может сделать, воспользовавшись электронным каталогом. Кстати, это очень удобно для удалённых пользователей, осуществляющих заказ через сайт ДОУНБ.
- Электронная доставка документов даёт возможность получить электронные копии документов как из фондов ДОУНБ, так и из других библиотек.
- Полнотекстовая электронная библиотека формируется в ДОУНБ по нескольким направлениям: сканирование собственных бумажных документов, поиск и упорядочивание материалов, размещённых в сети Интернет, приобретение электронных документов. По содержанию — это актуальная база универсальной тематики. Приоритет предоставляется документам о Днепропетровщине.
- Виртуальная справка on-line обслуживает всех пользователей, обращающихся к ней, независимо от того, являются ли они читателями ДОУНБ. Библиографы отвечают на тематические и фактографические запросы, дают справки о наличии конкретных изданий в библиотеке.
- Консультативно-познавательная информация — консультативной помощью читатели могут воспользоваться на странице web-сайта «Полезно знать. Правовые аспекты», которая пополняется полнотекстовыми материалами по социально-правовым вопросам. Приоритетное значение имеет краеведческая информация, расположенная на странице «Днепропетровщина». Полные тексты книг о нашем регионе можно найти в разделе «Полнотекстовая библиотека» по рубрике «Страноведение. Краеведение». На странице сайта «Вернисаж талантов: виртуальные встречи» для жителей и гостей Днепропетровска организованы виртуальные встречи с талантливыми людьми края.
- Электронные ресурсы — библиотека формирует свои фонды современными электронными ресурсами. Заслуженную популярность имеет электронная юридическая информационно-поисковая система «Законодательство» (Законодательные документы Украины), установленная в отделах научной информации и библиографии (ул. Ю. Савченко, 10) и периодики (пр. К. Маркса, 18). Широкий спектр электронных ресурсов и услуг оказывает открытый в 2009 году электронный читальный зал. В зале создана бесплатная Wi-Fi точка доступа к сети Интернет (на тот момент впервые в стенах библиотек города). Организован виртуальный читальный зал электронной библиотеки диссертаций и авторефератов Российской государственной библиотеки, которая содержит около 365000 полных текстов диссертаций и авторефератов по различным отраслям знаний. Открыт доступ к полнотекстовым ресурсам библиотеки, БД «Законодательство», полнотекстовой библиотеки научно-популярной литературы, а также к сети Интернет и электронному каталогу ДОУНБ. В патентно-техническом отделе (пр. К. Маркса, 18) формируется полнотекстовая электронная база описаний изобретений Украины, России, электронные реферативные базы по вопросам науки и техники. В специализированные отделы ДОУНБ поступают документы на электронных носителях по соответствующей тематике.

## Документально-информационные ресурсы
Универсальный по содержанию фонд библиотеки сегодня является общедоступным собранием печатных и электронных документов. В его составе:
- книги;
- периодические издания;
- продолжающиеся издания;
- патентная и нормативно-техническая документация;
- нотные;
- картографические;
- изографические;
- неопубликованные документы;
- кинофонофотодокументы;
- документы на электронных носителях;
- электронные базы данных.

Основу книжного фонда составляют обязательные экземпляры изданий: научные издания, которые выходили на территории бывшего СССР, и обязательный местный экземпляр всех изданий, которые печатаются на территории Днепропетровской области, универсальная коллекция украинских изданий, выборочно — издания на иностранных языках. Таким образом, библиотека единственная в регионе имеет такой полный книжно-документальный фонд и, по сути, выполняет функции Книжной Палаты области.

### Отдел сохранности основного фонда
В отделе хранения основного фонда размещена бо ́льшая часть книжного фонда библиотеки (около 1 млн изданий). Этот отдел выполняет функцию выдачи литературы в структурные подразделения библиотеки и функцию хранения контрольных экземпляров изданий основного фонда.
Форматно-инвентарная расстановка, принятая в отделе, позволяет оперативно подбирать литературу по заказам пользователей, обеспечивать перемещение и изучения фонда, способствует более эффективному использованию площади книгохранилища.
Общая длина полок основного книгохранилища, занятых книгами — 8 км 840 м. Количество книг, размещённых на 1 м² — 800 экземпляров.
Определить размер книги читатель может с помощью меток перед инвентарным номером:
- отсутствует буквенное обозначение — книга стандартного размера;
- буква М перед инвентарным номером — миниатюрное издание;
- буква Ф — книга большая;
- буква В — книга-великан.

Оперативная часть фонда, которая пользуется постоянным спросом, максимально приближена к читателям и хранится в структурных подразделениях библиотеки. Библиотечные фонды размещаются по отраслевому принципу классификации документов и видам изданий (книги, периодика, патенты, стандарты).

### Коллекция ценных и редких документов
Сектор редких и ценных документов — это индикатор ценности книжных фондов всей областной научной библиотеки. Он имеет наименьший по количеству, но ценный среди других отделов библиотеки историко-культурный и научный фонд книжных раритетов. Потому что 7200 экземпляров книг и журналов универсального содержания XVII — начала XX веков представляют собой собрание книжных памятников печати, культуры, исторической, философской, правовой и экономической мысли человечества, часть общегосударственного национального достояния.
В секторе редких и ценных документов можно найти:
- издания петровской эпохи;
- прижизненные произведения М. В. Ломоносова, М. Новикова, митрополита Евгения, В. Рубан, кн. М. Щербатова, Карамзина, Г. Вебера, Костомарова, С. Соловьёва, Л. Ранке, Гоголя и др.;
- произведения выдающихся учёных, писателей и деятелей культуры, которые ещё не переиздавались;
- первые издания и переводы некоторых сочинений учёных, писателей, общественных и политических деятелей;
- факсимильные и репринтные издания выдающихся деятелей науки и культуры;
- фотографии и родословные выдающихся государственных деятелей, деятелей науки и культуры, полководцев;
- учебные пособия XVI—XX вв.;
- образцы полиграфического искусства

Фонд справочных и библиографических изданий:
- энциклопедии XIX—XX вв.;
- словари XVIII—XX вв.;
- справочники;
- сборники законов и документов XVIII—XX вв.;
- печатные каталоги уникальных государственных фондов библиотек;
- печатные каталоги личных книжных коллекций;
- полное собрание русских летописей;
- научно-вспомогательные библиографические указатели XIX—XX вв.;
- литература по истории книги и книго-печати.

К услугам читателей каталоги и картотеки:
- алфавитный каталог;
- систематический;
- хронологический;
- систематическая картотека статей;
- картотеки коллекций.

### Отдел периодики
Ресурсы:
Универсальный по содержанию фонд периодических изданий: журналы и газеты.
Исключение составляют: периодика иностранными языками, по искусству, библиотековедения, с патентоведения и изобретательства и газеты и журналы Днепропетровской области, которые поступают в соответствующие отделы библиотеки.
Пожизненно сохраняются около 3 тыс. названий журналов и 1 тыс. названий газет, начиная с 1944 года.
Ежегодно поступает около 1,5 тыс. названий периодических изданий Украины, России, стран СНГ.
Электронная полнотекстовая база данных законодательных и нормативных актов Украины «Законодательство», электронная полнотекстовая библиотека украинских журналов с 2008 года.
Услуги:
Доступ в Интернет, автоматизированные рабочие места для работы с электронными базами данных библиотеки, в том числе с библиографическими данными и полными текстами статей из периодики, каталогом названий периодики, ксерокопирование, сканирование, поиск и печать законодательных документов Украины, документов местных властей, тематический подбор статей, формирование библиографических списков.

### Техника. Технические науки. Сельское и лесное хозяйство: патентно-технический отдел
Ресурсы:
Издание патентных ведомств Украины и России:
- Описания изобретений к авторским свидетельствам СССР с 1924 г. (в том числе фонд «Для служебного пользования») описания патентов на изобретения Украины и России с 1994 г.
- Описания Евразийского патентного ведомства с 1998 г.
- Официальные бюллетени из всех видов интеллектуальной собственности.
- Реферативная патентная информация об изобретениях стран с 1972 г.
- Фототека промышленных образцов (1992—1995 гг.) на микроплёнке.

Нормативно-техническая документация:
- Государственные, межгосударственные, международные и другие стандарты.
- Реферативная информация органов научно-технической информации на бумажных и электронных носителях.
- Периодические издания по патентоведению, изобретательству и рационализации.
- Книжный фонд по технике, техническим наукам, сельскому и лесному хозяйству.

Услуги:
Консультации патентных поверенных Украины в информационно-консультационном центре по интеллектуальной собственности.
Профессиональное общение с ведущими патентоведом города в клубах во время информационно-образовательных мероприятий; свободный доступ к фонду описаний изобретений; ксерокопирование, сканирование, доступ в Интернет, автоматизированные рабочие места для работы с электронными базами, электронная доставка документов, тематический подбор необходимых источников, фактографические справки о наличии документов по телефону.

### Общественные и гуманитарные науки, естествознание: отдел читальных залов
Ресурсы:
Книжный фонд:
Научные труды, учебники, справочники, научно-популярные издания:
- по общественным и гуманитарным наукам (социология, статистика, демография, история, экономика, политика, право, военное дело, филология, религия, философия, психология, культура, наука, образование, физическая культура и спорт);
- по естественным наукам (физико-математические, химические, геодезические, геофизические, географические, биологические);
- по здравоохранению и медицине (только общесправочная и популярная литература).

Услуги:
Уютные залы для работы с литературой: зал обслуживания по заказам пользователей и зал свободного доступа к литературе повышенного спроса для внеочередного пользования.
Выдача литературы домой на «ночной абонемент», предварительный тематический подбор литературы, ксерокопирование, доставка литературы из основного книгохранилища и других отделов ДОУНБ, бронирование документов.

### Отдел документов по вопросам искусств
Ресурсы:
Научные работы и справочные издания по истории искусства, учебные пособия по культурологии и искусствоведению; альбомы репродукций выдающихся художников; сборники нот для различных видов музыкальных инструментов и исполнительского мастерства; уникальная коллекция грамзаписей классической музыки, хоровых и инструментальных композиций; компакт- диски и аудиокассеты исполнителей эстрады собрания драматических произведений классической и современной литературы, методические рекомендации по оформлению театральных представлений, ритуальных и народных праздников; подборки сценариев в помощь художественной самодеятельности.
Услуги:
- Доступ в Интернет, автоматизированные рабочие места для работы с электронными базами данных библиотеки.
- Оборудованная специальной техникой комната для прослушивания звукозаписи музыкальных произведений и просмотра видеозаписей.
- Музыкальный инструмент (фортепиано).
- Справочно-поисковая система каталогов, в том числе электронного.
- Работа читательских клубов по интересам, организация авторских выставок художников.

### Документы о Днепропетровской области: краеведческий отдел
Ресурсы:
Документы, содержащие информацию о Днепропетровской области:
- редкие издания прошлых веков о Екатеринослав и Екатеринославская губернии;
- местные периодические издания, начиная с отдельных изданий Екатеринослава XIX в.;
- обязательный экземпляр всех изданий, которые печатаются на территории области, в том числе книги, газеты, издания организаций и предприятий, карты, открытки, фотографии, в том числе на электронных носителях.

Услуги:
- Доступ в Интернет, автоматизированные рабочие места для работы с электронными базами данных библиотеки, в том числе полнотекстовыми.
- Консультации, поиск документов, в том числе тематический; электронно-информационная поддержка пользователей.
- Организация работы читательского клуба «Риднокрай», совместная работа с городской общественной организацией «Днепровское генеалогическое общество».
- Создание и распространение справочно-библиографических пособий о крае.
- Копирование, сканирование документов.

### Отдел документов на иностранных языках
Отдел документов иностранными языками обслуживает преподавателей иностранных языков, переводчиков и студентов, а также всех, кто интересуется иностранными языками и желает их изучать.
Фонд отдела, универсальный по содержанию, насчитывает более 68000 экземпляров книг и периодических изданий из любой области знаний на 89 языках мира, коллекцию словарей на 67 языках стран мира и языков стран СНГ. Отдел получает 13 названий газет и 33 наименования журналов.
В отделе можно:
- получить документы для изучения любого иностранного языка;
- написать реферат или курсовую работу иностранным языком;
- прочитать художественное произведение (художественная литература бесплатно выдаётся домой сроком на 30 дней);
- подобрать литературу по философии, психологии, экономики, истории, географии, биологии, экологии, искусства;
- ознакомиться с каталогами и журналами мод;
- заказать экскурсию в отделе.

Отдел предлагает:
- учебные пособия от латыни до японского языка, самоучители, разговорники;
- методическую литературу по вопросам преподавания иностранных языков, включая комплект журналов «Иностранные языки в школе» с 1948 года;
- документы по вопросам языкознания, теории перевода, страноведения и литературоведения;
- сборники разговорных тем и тестов для абитуриентов;
- альбомы репродукций выдающихся художников, издания по дизайну и архитектуре;
- цветные альбомы пейзажей;
- большое количество произведений художественной литературы от античного до современной, а также 250 томов мировой классики на английском языке, подаренных библиотеке Британским Советом на Украине.

К услугам пользователей:
- алфавитный, систематический и предметный каталоги;
- картотеки разговорных тем на английском, немецком, французском и испанском языках;
- картотека страноведения;
- картотека персоналий;
- картотека «Методика преподавания иностранных языков»;
- систематическая картотека статей;
- каталог периодических изданий;
- каталог фонда редких изданий;
- каталог изданий, подаренных библиотеке Канадским Обществом Приятелей Украины

Дополнительные услуги отдела:
- ночной абонемент;
- услуги ксерокопирования;
- доступ к сети Интернет.

### Отдел абонемента
Отдел абонемента Днепропетровской областной универсальной научной библиотеки — центр культурного и духовного общения пользователей, который обеспечивает их информационные, деловые и образовательные потребности и запросы. Универсальный книжный фонд отдела по различным отраслям знаний насчитывает свыше 80 тысяч экземпляров. Отдел получает и выдаёт домой периодические издания Украины и России. Ежегодно отдел абонемента посещают около 6 тысяч пользователей разного возраста.
Отдел абонемента предлагает:
- получить актуальную научно-познавательную литературу по многим отраслям знаний и художественные произведения украинских и зарубежных авторов домой сроком до 30 дней, учебную литературу, новые поступления и книги повышенного спроса — до 10 дней
- получить деловую, культурную, общеобразовательную, фактографическую информацию по многим вопросам жизни;
- получить ответы на простые и сложные запросы у специалистов библиотечного дела;
- познакомиться с книжными выставками и просмотрами литературы различной тематики;
- воспользоваться компьютерными услугами (электронным каталогом, Интернет и др.)., которые помогут сохранить время, найти нужные издания;
- научиться компьютерным технологиям;

В отделе абонемента можно:
содержательно провести свободное время в кругу единомышленников, получить эстетическое наслаждение и психологическую разрядку;
для тех, кому нужна задушевная беседа, интересный собеседник и хорошая книга, — действует клуб «Увлечённость» (заседание происходит — в предпоследнюю субботу каждого месяца).
Отдел абонемента предоставляет дополнительные услуги:
- ночной абонемент;
- ксерокопирование;
- пользование компьютером лично или с помощью специалистов: редактирование текстов, набор рефератов, обложек, оформление читательских работ;
- пользование автоматизированной базой данных.

## Информационно-сервисные центры и службы ДОУНБ

### Отдел научной информации и библиографии
Отдел научной информации и библиографии — главное информационное звено Днепропетровской областной научной библиотеки. К услугам пользователей — 43 тысячи единиц универсального фонда.
Фонд справочных изданий:
- энциклопедии;
- словари;
- справочники,
- сборники законов;
- научно-практические комментарии;
- статистические ежегодники;
- атласы;
- путеводители;
- календари и тому подобное.

Фонд информационно-библиографических изданий:
- государственная библиография (летописи книг, журнальных и газетных статей с 1947 года);
- научно-вспомогательная библиография;
- рекомендательная библиография;
- библиография библиографии;
- реферативные журналы гуманитарного и общественно-экономического профиля (с 1970 года).

Фонд официальных изданий
- правовые документы с 1947 года СССР, УССР, РСФСР и Украины:
- законы;
- указы;
- постановления;
- нормативные акты министерств и ведомств.

В отделе окажут помощь:
- при составлении библиографического списка;
- при подборе литературы по запросу;
- получить справку по любым отраслям знаний;
- уточнить сведения об издании;
- разыскать фактографический материал;
- получить консультацию по методике библиографического поиска.

Электронные услуги отдела:
- БД «Законодательство»
- онлайновая справочная служба «Виртуальная справка»

Отдел предлагает дополнительные услуги:
- Информационная поддержка физических и юридических лиц.
- Поиск, отбор и печать законодательных и нормативных актов государственных органов власти по электронной полнотекстовой базе данных «Законодательство».

### Сектор читательских каталогов отдела научной обработки документов и организации каталогов
Ресурсы:
Традиционные (алфавитный, систематический каталог) и электронные каталоги на фонды ДОУНБ.
Электронный каталог содержит в себе библиографические описания книг по всем отраслям знаний на русском и украинском языках; библиографические описания книг и материалов из периодических изданий (журналы и газеты) по всем отраслям знаний на русском и украинском языках, связанные с современной жизнью и историей Днепропетровской области и Екатеринославской губернии; библиографические описания книг и материалов из периодических изданий (журналы и газеты) по всем отраслям знаний иностранных языков; библиографические описания книг по искусству на русском и украинском языках, библиографические описания нот и библиографические описания грампластинок.
Имидж каталог представляет собой электронную модель традиционного «бумажного» генерального алфавитного каталога, построенную на основе оцифрованных (отсканированных) образов каталожных карточек. Отсканированные образы каталожных карточек располагаются согласно порядку расстановки карточек в традиционном генеральному алфавитном каталоге.
БД периодических изданий включает в себя периодические издания, отдельные номера и библиографические описания материалов из периодических изданий (журналы и газеты) по всем отраслям знаний на русском и украинском языках.
БД «Днепропетровщина» включает в себя периодические издания, отдельные номера и библиографические описания материалов из периодических изданий (журналы и газеты) по всем отраслям знаний на русском и украинском языках, связанные с современной жизнью и историей Днепропетровской области и Екатеринославской губернии. Электронная база «Днепропетровщина» основана 1 июля 1998 года.
Сводный каталог периодических изданий библиотек г. Днепропетровска включает в себя периодические издания ведущих библиотек Днепропетровска по всем отраслям знаний на русском и украинском языках.
Пополнение баз данных осуществляется ежедневно.
Услуги:
- доступ к электронным и традиционным каталогам библиотеки, консультативная помощь по их использованию,
- специальные тренинги по пользованию электронными каталогами,
- консультации по проблемам библиографического описания документов,
- электронный заказ документов,
- тематический подбор литературы,
- составление библиографических списков в научных и других работах,
- классификация документов по индексами УДК, ББК,
- справки по телефону о наличии документа в фондах с последующим заказом для работы в читальных залах.

### Центр правовой информации
Ресурсы:
- Правовые документы СССР, УССР и Украины, начиная с 1947 года.
- Законы, указы, постановления, нормативные акты министерств и ведомств.
- Электронная полнотекстовая база «Законодательство».

Услуги:
- информационная поддержка физических и юридических лиц;
- юридические консультации специалистов Главного управления юстиции в Днепропетровской области (каждый четверг с 14:00 до 18:00, по предварительной записи);
- поиск и печать нормативно-правовых документов;
- организация информационно-просветительских мероприятий.

### Центр Европейской информации
Ресурсы:
Документальный фонд на бумажных и электронных носителях по вопросам:
- европейского права;
- экономики стран ЕС;
- культуры и искусства народов Европы;
- исторических и современных связей Днепропетровщины со странами Европы.

Документы, изданные на языках народов Европы:
- европейское законодательство;
- украинское законодательство;
- Справочник Европейской интеграции.

Услуги:
- поиск информации, предоставление консультаций;
- организация информационно-просветительских мероприятий.

### Днепропетровский областной тренинговый центр
Ресурсы:
10 ПК с программным обеспечением, видеокамерами и наушниками с микрофонами, а также проектором, сканером и принтером. Учебная программа по основам компьютерной грамотности, работе в сети Интернет, инновационным методикам работы библиотек. Тренеры — специалисты КЗК «ДОУНБ» в сотрудничестве с участниками программы международной технической помощи «Глобальные библиотеки „Библиомост-Украина“», которую администрирует Международный совет научных исследований и обменов (США).
Услуги:
Тренинги по специальным программам от одного до 27 дней. Предоставление свободного доступа к ресурсам Интернет с отдельным расписанием. Предоставление консультаций по методике поиска информации в сети Интернет. Специальные мероприятия для ориентированных групп пользователей. Работа с партнёрами по организации повышения квалификации различных слоёв населения с использованием ресурсов Интернет.

### Информационно-консультационный центр по интеллектуальной собственности
Ресурсы:
Нормативно-правовые документы по интеллектуальной собственности. Фонды документов промышленной собственности, в том числе на электронных носителях.
Услуги:
- консультации патентных поверенных Украины
- поиск: патентный, тематический
- патентная чистота
- проверка товарных знаков
- оформление прав авторов и заявителей на объекты авторского права и прав промышленной собственности

### Электронный читальный зал
Ресурсы:
- 8 удобных автоматизированных рабочих мест (Celeron E 3300 2,5 GHZ, ОЗУ 2 GB, HDD 500 Gb, TFT мониторы), интернет-канал — 20 Мбит/с, точка доступа Wi-Fi
- электронные издания в форматах. txt,. doc,. Fb2,. PDF,. djvu,. Mp3 (аудиокниги)
- электронные полнотекстовые ресурсы ДОУНБ
- БД «Законодательство»
- электронная библиотека диссертаций РГБ (Российской государственной библиотеки)
- электронный архив авторитетных источников информации о России «Интегрум», где хранится более 400 миллионов документов в 5000 базах данных

Услуги:
- доступ к электронным ресурсам
- доступ в Интернет
- консультации по поиску в локальных электронных ресурсах и Интернет
- тематический подбор информации
- ЭДД (электронная доставка документов)
- сканирование
- копирование
- печать
- набор текста

### Информационно-ресурсный центр «Окно в Америку»
Ресурсы:
- коллекция англоязычной литературы
- DVD Collection: современные и классические американские фильмы
- VHS Collection
- Audio cassetes
- электронные ресурсы на CD-ROM

Услуги:
- свободный доступ к книжной коллекции
- бесплатный доступ в Интернет
- ксерокопирование документов
- просмотр видеофильмов и прослушивания музыкальных произведений
- общения на английском языке
- работа клубов по интересам

### Канадско-украинский библиотечный центр
Ресурсы:
Книги и периодические издания на государственном языке, которые были выданы украинской диаспорой в период с 1907 по 1998 год и подаренные ДОУНБ в 2000 году Канадским Обществом Приятелей Украины (г. Торонто). Современная литература по истории Украины, украинская художественная литература. Англоязычная литература: энциклопедии и справочники.
Услуги:
- свободный доступ к фондам
- тематический подбор литературы
- работа читательских клубов и общественных объединений

### Центр художественной литературы
Ресурсы:
3 тыс. экземпляров художественной литературы — от всемирно известной классики до детских сказок — в свободном доступе для пользователей, а также возможность заказать 200 тыс. художественных произведений, хранящихся в книгохранилище.
Услуги:
Поиск произведений по названию, в том числе электронный, свободный доступ к фонду, предварительные заказы на литературу, хранящейся в книгохранилище. Автоматизированный заказ литературы и книговыдача.

### Центр семейного чтения
Ресурсы:
- литература для интеллектуального досуга
- художественная литература, в том числе для детей от 3-х лет
- коллекция книг и периодики по домоводству
- научно-популярные издания по вопросам воспитания
- оборудован игровой уголок для детей

Услуги:
- обслуживание по «семейным формулярами»
- выполнение предварительных заказов на литературу
- конкурсы, вечера для читателей
- консультации по вопросам семьи и молодёжи, материнства, охраны детства

### Служба межбиблиотечного абонемента (МБА)
Услуги:
- обслуживание пользователей, предприятий, учреждений, организаций документами из фондов ДОУНБ
- заказ отсутствующих в ДОУНБ изданий из фондов других библиотек Украины и СНГ
- выполнение информационных и библиографических запросов
- выполнение заказов на электронную доставку документов

### Редакционно-издательский центр
Ресурсы:
- МФУ e-STUDIO281c, e-STUDIO550
- ризограф TR1530/TR1510
- принтеры: HP LaserJet 1300, Epson Stylus Photo 1290 HP Color LaserJet 4700
- сканер HP Scanjet G2410
- компьютеры: Intel (R) Pentium (R) Dual CPU E2180@2.00GHz 2.00 ГГц, 1,99 ГБ ОЗУ. Intel (R) Core ™ 2 Duo CPU E8200@2.66GHz 2.67 GHz, 2,00 ГБ ОЗУ.
- ламинатор FGK 330
- биндер CombBind C110E и
- режущая машина IDEAL 3905
- степлер NOVUS B54/3

Услуги:
набор, макетирование, дизайн изданий, тиражирование, разработка и изготовление рекламной и информационно-рекламной, изготовление бланочной продукции.

## Интеллектуально-познавательные и развлекательные клубы и объединения
- «Риднокрай»

Клуб для учёных-краеведов и краеведов-любителей. Заседания клуба проходят каждый третий четверг месяца в 16:00 в краеведческом отделе. Председатель клуба — Швидько Анна Кирилловна, доктор исторических наук, профессор НГУ.
- «Днепровское генеалогическое общество»

Городская общественная организация. Заседания проходят каждый последний четверг месяца в 16:00 в краеведческом отделе. Председатель общества — Недосекина Татьяна Викторовна, историк.
- «Увлечённость»

Клуб для общения любителей чтения. Встречи происходят в каждую последнюю субботу месяца в 14:00 в отделе абонемента. Возглавляет клуб — Бучарская Ирина Станиславовна, филолог, преподаватель ДНУ.
- «Мы читаем»

Книговедческих клуб. Председатель — главный библиотекарь сектора редких и ценных документов КПК «ДОУНБ» Гурай Людмила Георгиевна. Заседания клуба проходят 2 раза в год, время и место заседаний определяется планом работы сектора.
- Салон «Экспромт»

Демонстрация выставок произведений мастеров любительского искусства в отделе документов по вопросам искусств. Происходит по мере формирования выставок.
- «Эколог»

Научно-просветительский клуб для производителей, учёных и студентов по проблемам экологии. Председатель — Ангурец Алексей Владимирович, координатор компании по безопасности и контроля биотехнологий «Зелёный мир». Заседание каждый второй вторник квартала в 14:00 в патентно-техническом отделе.
- «TRIZ»

«TRIZ» (теория решения изобретательских задач) — просветительско-образовательный клуб для тех, кто желает научиться изобретательству. Каждый первый четверг квартала в 11:00 в патентно-техническом отделе. Председатель — Николай Антонович Резник, кандидат технических наук, доцент Межвузовской кафедры основ творчества и интеллектуализации ГМАУ.
- «Академия изобретательства»

Общественное объединение учёных, производителей-изобретателей. Председатель — Репетя Евгений Иванович, начальник научно-исследовательского отдела КБ «Южное». Встречи происходят каждый последний четверг квартала в 11:00 в патентно-техническом отделе.
- «Литературная гостиная»

Городской клуб любителей книги. Председатель — Кулиш Лилия Павловна, филолог. Заседания клуба проходят каждый 3-й четверг месяца в 14:00 в отделе документов по вопросам искусств.

## Полезная информация для читателей

### Отдел комплектования фондов
Отдел ежегодно организует приобретение десятков тысяч документов, обеспечивает поступления в библиотеку обязательного бесплатного экземпляра всех изданий, вышедших на территории Днепропетровской области (книги, периодика, открытки, картографические издания и так далее). Авторы или издатели могут присылать свои издания и они будут пожизненно сохраняться в фондах ДОУНБ. Отдел ежегодно готовит «Каталог периодических изданий, подписанных ведущими библиотеками г. Днепропетровска», — это оперативная и надёжная помощь читателям в поисках необходимых документов.

### Отдел научной обработки документов и организации каталогов
Отдел осуществляет научную обработку документов, поступающих в фонд библиотеки, организацию традиционных каталогов и электронных библиографических баз данных на новые поступления документов и ретроспективные фонды ДОУНБ.

### Регистрация читателей
В отделах обслуживания осуществляется запись в библиотеку, выдаётся читательский билет, действительный во всех отделах библиотеки, предоставляются консультации по правилам пользования библиотекой, свободный доступ к электронному каталогу библиотеки, осуществляется автоматизированный заказ необходимых документов из фондов библиотеки.

### Сектор обменно-резервного фонда
В сектор поступает литература из:
- библиотек Украины и ближнего зарубежья
- издательств, типографий, населения

Из сектора литература поступает в библиотеки по их заказам. Если у вас есть издания, которые вам уже не нужны, обращайтесь в сектор, вашим книгам найдут нового владельца-библиотеку.

### Отдел научной организации и методики библиотечной работы
Отдел организует дополнительное профессиональное обучение специалистов отрасли, анализирует, прогнозирует библиотечную деятельность области, оказывает практическую помощь и информационную поддержку специалистам и студентам, изучающим курсы библиографии, библиотековедения и информации.

## Научно-техническое обеспечение деятельности ДОУНБ

### Отдел компьютеризации
Отдел осуществляет:
- автоматизацию библиотечных технологий в отделах библиотеки
- администрирование библиотечной компьютерной сети, которая насчитывает около 250 АРМов
- сопровождение и разработку программных средств
- техническое обслуживание компьютерного оборудования
- внедрение новейших информационных технологий

## Ссылка
- Днепропетровская областная универсальная научная библиотека имени Первоучителей славянских Кирилла и Мефодия. Архивировано 18 сентября 2012 года.